# Aah... Tamara
Aah... Tamara is een Nederlandse korte film uit 1965 van Pim de la Parra, in een productie van Wim Verstappen.  De hoofdrollen werden gespeeld door Kitty Courbois (op de affiche als Kittie), Bas van der Lecq en Pieter van Paridon. Kleine gastrollen werden gespeeld door onder anderen Joris Ivens, Fons Rademakers en Frans Weisz. De film werd opgedragen aan Joris Ivens.
Het was de eerste 35mm-film van de la Parra en werd in zwart-wit en kleur gedraaid. Het grotendeels geïmproviseerde verhaal gaat over Tamara, een studente die geld verdient als gids op een Amsterdamse rondvaartboot. Ze flirt met de buitenlandse toeristen, tot ergernis van haar vriend.
De film werd ingezonden naar de kortefilmcompetitie op het filmfestival van Cannes van 1965. Hij werd er "met een dun applausje, links en rechts met enige verwondering, voor het merendeel met een schouderophalen ontvangen."